# Caradrina agenjoi
Caradrina agenjoi is een vlinder uit de familie van de uilen (Noctuidae). De wetenschappelijke naam van de soort is voor het eerst geldig gepubliceerd in 1936 door Boursin.